# Gelis nigrofuscus
Gelis nigrofuscus là một loài tò vò trong họ Ichneumonidae.